# David Alexander Wolf
David Alexander Wolf dr. (Indianapolis, Indiana, 1956. augusztus 23. –) amerikai orvos, villamosmérnök, űrhajós.

## Életpálya
A Purdue Egyetemen villamosmérnöki diplomát szerzett. 1982-ben az Indiana University School of Medicine keretében orvosi diplomát kapott. 1983-tól a NASA Medical Sciences Division, Johnson Space Center (JSC) keretében az űrhajósokat ért hatásokat vizsgálta. Feladata volt, orvosi csoportjával elősegíteni a súlytalanság hatásainak csökkentését.
1990. január 17-től a Lyndon B. Johnson Űrközpontban részesült űrhajóskiképzésben. Kiképzésben részesült a Jurij Gagarin Űrhajós Kiképző Központban is. Folyékonyan beszél oroszul. Négy űrszolgálata alatt összesen 168 napot, 8 órát és 57 percet (4041 óra) töltött a világűrben. Hét űrsétán összesen 41 órát és 17 percet tartózkodott a Space Shuttle/Mir űrállomáson kívül, amerikai és orosz szkafanderben.

## Űrrepülések
- STS–58, a Columbia űrrepülőgép 15. repülésének küldetésfelelőse. A Spacelab  mikrogravitációs laboratórium segítségével a legénység biológiai, orvosi, élettani és anyagtudományi kísérleteket hajtott végre. Több technikai és egyéb, meghatározott kutatási, kísérleti programot végeztek. Szolgálatukkal az egyik legsikeresebb missziót hajtották végre. Első űrszolgálata alatt összesen 14 napot, 00 órát és 12 percet (336 óra) töltött a világűrben. 9 400 000 kilométert (5 800 000 mérföldet) repült, 225 alkalommal kerülte meg a Földet.
- STS–86, az Atlantis űrrepülőgép 20. repülésének küldetésfelelőse/a Mir fedélzeti mérnöke. A 7. randevú a Mir űrállomással. Számos kísérletet végzet, tanulmány készített a mikrogravitációs hatásokról. Részt vett az űrállomás karbantartásában, javításában. Az első amerikai űrséta (kutatás, szerelés) az űrállomáson. Egy űrséta során a csatlakozó zsilip hibáját javították. Az első amerikai, aki az űrből adta le helyi választási szavazatát. Második űrszolgálata alatt összesen 127 napot, 20 órát és 2 percet (368 óra) töltött a világűrben. Az STS–89, az Endeavour űrrepülőgép 12. repülésének végén tért vissza kiinduló bázisára.
- STS–112, a Atlantis űrrepülőgép 26. repülésének küldetésfelelőse. A Nemzetközi Űrállomásra (ISS) szállították az S1 rácsos egységet. Harmadik űrszolgálata alatt összesen 10 napot, 19 órát, 58 percet és 44 másodpercet (260 óra) töltött a világűrben. Három űrsétát (kutatás, szerelés) végzett, segítve a rácsos szerkezet felszerelését. 7 200 000 kilométert (4 450 000 mérföldet) repült, 170 alkalommal kerülte meg a Földet.
- STS–127 az Endeavour űrrepülőgép küldetés specialista űrhajósa. Kettő japán egységet JEM-EF/KIBO, az ELM-FS (Experiment Module Logistics), utánpótlás anyagokat, csere berendezéseket, kísérleti anyagokat, eszközöket szállítottak. Negyedik űrszolgálata alatt összesen 15 napot, 16 órát, 44 percet és 58 másodpercet töltött a világűrben. Három űrsétája (kutatás, szerelés) alatt összesen 18 óra 24 percet töltött az űrállomáson kívül.